# Anotheca spinosa
Anotheca spinosa е вид жаба от семейство Дървесници (Hylidae). Видът е незастрашен от изчезване.

## Разпространение
Разпространен е в Коста Рика, Мексико, Панама и Хондурас.

## Описание
Популацията на вида е намаляваща.